# Pasuruhan (Kayen)
Pasuruhan is een bestuurslaag in het regentschap Pati van de provincie Midden-Java, Indonesië. Pasuruhan telt 2914 inwoners (volkstelling 2010).